# Tibouchina catharinae
Tibouchina catharinae är en tvåhjärtbladig växtart som beskrevs av Henri François Pittier. Tibouchina catharinae ingår i släktet Tibouchina och familjen Melastomataceae. Inga underarter finns listade i Catalogue of Life.